# دار السلام (بيلا)
قرية دار السلام هي إحدى القرى التابعة لمركز بيلا في محافظة كفر الشيخ في جمهورية مصر العربية. حسب إحصاءات سنة 2006، بلغ إجمالي السكان في دار السلام 4405 نسمة، منهم 2131 رجل و2274 امرأة.